# Caryocaraceae
Famille
Classification APG III (2009)
Les Caryocaraceae (les Caryocaracées) sont une famille de plantes à fleurs dicotylédones de l'ordre des Malpighiales qui comprend 25 espèces réparties en 2 genres.
Ce sont des arbres ou des arbustes à feuilles persistantes des régions tropicales d'Amérique.

## Étymologie
Le nom vient du genre type  Caryocar dérivé du grec κάρυο / karyo, noyer, noix, et καρδιά / kardia, cœur.

## Classification
La classification phylogénétique APG II (2003) et la classification phylogénétique APG III (2009) situent cette famille dans l'ordre des Malpighiales.

## Liste des genres
Selon World Checklist of Selected Plant Families (WCSP) (14 mai 2010), Angiosperm Phylogeny Website (14 mai 2010), NCBI (14 mai 2010) et DELTA Angio (14 mai 2010) :
- genre Anthodiscus G.Mey. (1818)
- genre Caryocar L. (1771)

Selon ITIS (14 mai 2010) :
- genre Caryocar F. Allam. ex L.

## Liste des espèces
Selon World Checklist of Selected Plant Families (WCSP) (14 mai 2010) :
- genre Anthodiscus G.Mey. (1818)
  - Anthodiscus amazonicus Gleason & A.C.Sm. (1936)
  - Anthodiscus chocoensis Prance (1980 publ. 1981)
  - Anthodiscus fragrans Sleumer (1941)
  - Anthodiscus klugii Standl. ex Prance (1971)
  - Anthodiscus mazarunensis Gilly (1942)
  - Anthodiscus montanus Gleason (1933)
  - Anthodiscus obovatus Benth. ex Wittm. (1886)
  - Anthodiscus peruanus Baill. (1872)
  - Anthodiscus pilosus Ducke (1947)
  - Anthodiscus trifoliatus G.Mey. (1818)
- genre Caryocar L. (1771)
  - Caryocar amygdaliferum Mutis ex Cav. (1798)
  - Caryocar amygdaliforme G.Don (1831)
  - Caryocar brasiliense A.St.-Hil. (1828)
  - Caryocar coriaceum Wittm. (1886)
  - Caryocar costaricense Donn.Sm. (1913)
  - Caryocar cuneatum Wittm. (1886)
  - Caryocar dentatum Gleason (1933)
  - Caryocar edule Casar. (1844)
  - Caryocar glabrum (Aubl.) Pers. (1806)
  - Caryocar gracile Wittm. (1886)
  - Caryocar harlingii Prance & Encarn. (1987)
  - Caryocar microcarpum Ducke (1925)
  - Caryocar montanum Prance (1972)
  - Caryocar nuciferum L. (1771)
  - Caryocar pallidum A.C.Sm. (1939)
  - Caryocar villosum (Aubl.) Pers. (1806)

Selon NCBI (14 mai 2010) :
- genre Anthodiscus
  - Anthodiscus amazonicus
- genre Caryocar
  - Caryocar brasiliense
  - Caryocar glabrum
  - Caryocar microcarpum
  - Caryocar villosum